# 瀬戸内シージャック事件
瀬戸内シージャック事件（せとうちシージャックじけん）は、1970年5月12日から5月13日にかけて広島県と愛媛県間の瀬戸内海で発生した旅客船乗っ取り事件。乗っ取られた船の名称から「ぷりんす号シージャック事件」とも呼ばれる。
川藤展久（事件当時20歳）が広島港に停泊中の旅客船「ぷりんす号」にライフル銃をもって押し入り、乗客と乗員を人質に立て籠もった状態で船を出港させ、付近を通る船舶や警察のヘリコプターに対して無差別銃撃を行った。川藤は松山港で乗客を解放して広島港に引き返した後、最期は警察官の狙撃手により撃たれ射殺された。

## 事件の概要

### 「ぷりんす号」乗っ取り前まで
1970年5月11日、本事件の主犯となる川藤 展久（かわふじ のぶひさ）は仲間の少年A、Bの2人と共に、福岡市内で盗んだ乗用車に乗って広島方面に向かっていた。しかし、同日午前12時20分頃、山口県厚狭郡山陽町（のちの山陽小野田市）の国道2号の検問で追い越し禁止区間で追い越しをする交通違反をし停車命令を受け、盗難車を運転していたことが発覚して逮捕された。3人はパトカーと盗難車に分乗して小野田警察署に連行されたが、盗難車に乗せられていた川藤とAは、隠し持っていた猟銃を警察官に突きつけた。Aは警察官の胸を刺し、全治2週間の怪我を負わせた。Bはその場で拘束されたが、川藤とAは逃走した。
逃走した2人は途中で盗んだ軽四輪車に乗り換え宇部市まで逃走し、そこで服装を変えた。川藤らは、当時国鉄広島駅前にあった広島中央郵便局（のちの広島東郵便局、現：広島JPビル郵便局）を襲撃して金銭を得て大阪に向かおうと漠然と考え、土地勘のある広島市に山陽本線で向かった。2人は広島駅の1つ手前の横川駅で下車したが、非常線が既に張られていたため、身を隠すために山中に入った。その日の夜は広島駅近くにある二葉山の仏舎利塔で野宿した。
5月12日昼ごろ、市民から山中に猟銃を持った2人組がいると警察へ通報が入り、直ちに警察官が急行したが、現場が住宅密集地であることから捜索は困難なものになった。川藤は午後2時50分頃、国鉄芸備線の踏切にいるところをプロパンガス販売業の配達用軽トラックに便乗していた警察官に発見された。鉢合わせた警察官は威嚇発砲したが川藤は動じず、軽トラックの運転手を猟銃で撃ち殺すと脅迫したため、警察官は軽トラックの荷台に拳銃と実弾を投げざるを得なかった。なお、猟銃は薬莢が野宿の際に雨で濡れていたため発射不能であったという。川藤は軽トラックの運転手を脅迫し市中心部に向かった。なお、拳銃を奪われた警察官は近くに潜んでいたAを発見し、格闘の末逮捕した。

### 「ぷりんす号」乗っ取りへ
1人になった川藤は、午後4時ごろ広島県警察本部と目と鼻の先にある立町の銃砲店から、店員や客を休憩室に押し込めた上でライフル銃など3丁と弾丸80発、散弾250発を強奪し、タクシーで検問を突破し宇品港（広島港）に向かった。川藤は待合室で銃を乱射しながら桟橋に向かい、船舶への乗船を阻止しようとした警戒中の警察官に発砲し負傷させ、そして停泊していた愛媛県今治市行きの瀬戸内海汽船所属の定期旅客船「ぷりんす号」に乗り込み、船長を「どこでもいいから大きな街に行け」と脅迫して午後5時15分に出航させた。この時「ぷりんす号」に乗り込んでいた乗員9人と乗客37人が人質となったが、ぷりんす号の乗船券を持っていたのは18人で、残りの15人は見送り客など桟橋に居合わせていて巻き添えで乗客になった。
その後ぷりんす号は瀬戸内海で逃走を続けたが、ここでも川藤は傍若無人な振る舞いを続けた。まず元宇品沖で広島県警の警備艇「こがね」の操舵室を狙撃し、同乗していた警部補の胸に貫通銃創の重傷を負わせた。また、偶然モーターボートで遊んでいた一般人2人を狙撃したほか、地元の中国新聞と中国放送がチャーターしたセスナ機を銃撃し、弾が燃料タンクを貫通して燃料が漏れ出したため同機を危うく墜落させかけた。なお、この事態に対し、呉をはじめとする広島県沿岸各地に警察官が配置され、広島県警に在籍する警察官3,715人中1,256人が事件に動員されたほか、海上保安庁の巡視艇も警戒に当たった。一連の追跡劇で動員された船舶は、広島県警警備艇5隻、チャーター船1隻、海上保安庁の15隻に上ったほか、海上自衛隊も県警の要請により掃海艇と支援艇を派遣して協力し、魚雷艇4号には警察官が乗船して追尾した。また、近隣県警本部からの応援も含め、ヘリコプターも多数出動した。警察庁は最悪の場合犯人の射殺やむなしとして大阪府警察のライフル銃装備の狙撃手5人を海上自衛隊機で現場に派遣したほか、愛媛県警察も強行突入に備え催涙ガスを準備し、福岡県警察もライフル銃装備の狙撃手を待機させた。なお、多くの報道各社の航空機も投入され、現場から生中継するなど報道合戦が繰り広げられたが、これは事件の前月に発生した「よど号ハイジャック事件」に近い規模であった。

### 乗客の解放と主犯の銃乱射
ぷりんす号は愛媛県の松山観光港に午後9時40分に入港した。その際川藤は、船長を交渉役にして、代わりの船を用意するか給油をさせれば乗客を降ろすと伝えた。愛媛県警は代わりの船は提供せず、給油を行った。なお愛媛県警は給油時に係員に変装した警察官2人を船に乗せ、隙を見て犯人を取り押さえる計画を立てたが、川藤に「油をつんでも、人間はつむな」と要求されたことから断念した。
その後、乗客は全員解放されたが、乗員は解放されず、ぷりんす号は翌日午前0時50分に松山観光港を出発した。ぷりんす号は一時来島海峡に向かい今治市沖に到達した後に針路を変え8時50分に宇品港に戻ってきた。この時、川藤は逮捕された仲間を連れて来いと要求した。また、岡山県に住む父親（当時58歳）と姉は川藤の説得を試みていたが、彼からは「帰れ」と拒絶されて失敗。その後、川藤はライフル銃を乱射し、警察官1人が撃たれて重傷を負い、強行偵察中の警察のヘリコプターも撃たれて墜落寸前となった。一連の犯行で川藤の被疑容疑は刑法の殺人未遂罪、強盗罪、公務執行妨害罪、逮捕監禁罪、艦船損壊罪、威力業務妨害罪、器物損壊罪、強要罪のほか暴力行為等処罰に関する法律および航空法違反、銃砲刀剣類所持等取締法違反と多数であった。また、最終的に使用された散弾は64発、ライフル弾は50発であった。
船長はいったん船外に出て川藤の要求を伝えたが、同時に「犯人は警察隊と撃ち合いになって死にたいと思っている」ことも伝えた。また川藤が再びぷりんす号を出航させる気でいることも判明した。そのため広島県警はこれ以上の被害拡大を恐れ、県警本部長が現場で確認した上で、場合によっては緊急避難措置として射殺も致し方ないとして発砲を許可した。なお、県警本部長は後に「急所を外すように指示した」と語っている。

### 主犯への狙撃と死
9時52分、川藤が乱射を一時中断し、武器を持っていない状態でデッキに出て警察官らへ向って何か叫んでいた際に40m離れた防波堤に待機していた大阪府警察の狙撃手が川藤に一発射撃し、川藤はその直後にその場に崩れ落ち、銃を取ろうとしながら力尽きた。船長が聞いた川藤の最期の言葉は「死んでたまるか、もういっぺん」であったという。この瞬間はテレビにより生中継されていたほか、血まみれになりながらも逮捕される様子は新聞に掲載された。
左胸部に銃弾が貫通した川藤は、県立病院に搬送され緊急手術を受けたが、午前11時25分に死亡した。日本の人質事件として戦後初の犯人狙撃によって人質を救出した事件となった。また、広島県内で警察官が犯人を射殺したのは、1952年にダイナマイト漁をしていた2人の密漁者が警察官の乗った漁船にダイナマイトを投げつけたため、防衛のために発砲して2人を射殺（即死）させた事件（不起訴処分）以来だった。
狙撃の瞬間は広島テレビ放送（日本テレビ系列）のカメラによって記録されており、川藤が崩れ落ちる様子が映像として残されている。以前はそのままで放映されていたが、当時と比べて放送倫理が厳しくなった現代では川藤の顔がぼかされたり、射撃された瞬間の映像を流さないようにして放送していたりしている。

## 犯人射殺への反応
広島地方検察庁は、現場検証を行い一連の措置が武器使用条件を定めた警察官職務執行法第7条の「他に手段がないと信じるに足りる相当な理由」に該当していたかを捜査した。また、広島県警本部長は広島県議会警察商工委員会で「右腕を狙わせたが、左胸に命中してしまった」と答弁し、意図的な射殺ではなかったとした。広島県警は射殺は職務上やむを得ない判断であったとする姿勢であった。
広島地検は、狙撃手の行為を警察官職務執行法第7条と刑法36条の正当防衛および刑法35条正当行為として不起訴処分にした。

### 肯定派・正当防衛認識派
- 本事件の警察の措置に対し、日本国民世論の多数派は、拡大適用される懸念があるものの、おおむねやむを得ない措置だったという意見であった。
- 船長は、本事件を取り上げたフジテレビの番組『奇跡体験!アンビリバボー』の取材に対し「狙撃は仕方がないなと思った。やむを得ない」と語った[4]。
- 川藤展久の父親は、警察による息子射殺について「親として、死んでくれてせめてもの償いができた。警察に抗議するつもりはない」と語ったことが『中国新聞』で報じられた。
- 運航会社は、自社に落ち度はなかったとしながらも、人質とされた乗客に対し、乗船券を持っていた乗客に大人3万円、子供1万円の総額50万円の見舞金を支給、巻き添えになった乗客15人には見舞い品を支給し、被害補償を行った。

#### マスメディア
- 産経新聞は、世論調査を実施し、過半数の国民はあの場面での狙撃は妥当であると答えた調査結果を公表している。
- 朝日新聞は、人質犯罪に対する刑罰の厳罰化と、人質事件を安易に映像作品に取り上げることを自主規制すべきとした上で、犯人射殺は正当防衛であり仕方ないことであったとした。

#### 学識者
- 藤木英雄東京大学教授は「米国ケント州立大学でデモの学生4人が射殺[注釈 4]されるように、濫用はしてはならないが、あくまで強力な銃器と弾を持っている場合には慎重にすべきであるが、（今回の事件については）やむを得ない処置であった」とした。
- 植松正(刑法学者・裁判官・検察官・弁護士)は「凶悪な人質犯罪では正当防衛として犯人射殺はやむを得ない」とした上で、無論犯人にも最小限の生存権があり尊重すべきであるが、もし躊躇して足を撃てばかえって逆上させるだけであり、一発で抵抗できなくすべきであったと主張した。
- 会田雄次京都大学教授は「若い人が『おもろいなあ、おれも（シージャック）やったろか』というのを聞いた」として、当時は「よど号ハイジャック事件」が発生した後から人質事件が1ヶ月で6件と続発しており、模倣犯が続出していた。そのため会田はこうした事件の流行について見せしめが必要と主張し、射殺を擁護した。
- 日本弁護士連合会（日弁連）も、同年7月18日付で、本事件における犯人射殺を緊急避難措置として妥当なものであると発表した[5]。

### 批判派
- 作家の佐賀潜は「射殺は行き過ぎだ」とも主張していた。この射殺を前述の会田雄次がいうように「見せしめ」であるとして問題視する意見の者も存在した[4]。
- 当時の野党第一党であった日本社会党広島県本部は「見せしめの意図が濃厚」と主張し、県警本部長に公式に抗議している[6]。また後述のように国会でも取り上げ抗議した。

#### 自由人権協会による告発
- 弁護士、法学者、市民で構成される自由人権協会北海道支部所属（2007年現在、自由人権協会には北海道支部は存在しない）の弁護士らは、同年5月15日付で、広島県警本部長と狙撃手(大阪府警の巡査部長)を「裁判によらない死刑だ」などと殺人罪等で広島地検へ告発した。この告発に対し、国会の委員会の答弁の中で須藤本部長は「刑事訴訟法で認められた権利であり、検察庁の捜査を見守る」としたものの、自由人権協会への不快感を表明した。弁護士側は特別公務員暴行凌虐罪について広島地裁に付審判請求を行ったが、これも棄却された[5]。

### 狙撃手の辞職
- 国会でもこの事件が取り上げられたが、同年5月16日の衆議院地方行政委員会で答弁した後藤田正晴警察庁長官（後の衆議院議員、法務大臣）は「銃器の使用は最後の最後の手段であるという点はこれまでと全く変わりない。今回の事件により、若い警察官に誤解があっては困るので。（中略）今回の場合は例外中の例外である」とし、事件は結果論として犯人を死亡させたものの、極めて特異な事例であったとした。警察庁長官として国会答弁した後藤田は「国会で『なぜ犯人を射殺したんだ』と山口鶴男ら日本社会党議員らから中心に3時間は問い詰められた」と述べ、「射殺はやむを得ない、最後の手だった」と回顧した。狙撃手がバッシングする者やマスコミによって辞めさせられた背景については、「かわいそうなのは、その時の射手をマスコミが嗅ぎつけたんだな。これは圧力を受けたね。辞めた。かわいそうなことだ」と述べた。「警察はその狙撃手を守れなかったのか」との質問には、「新聞記者が張り付いていたため、撃った者の写真から何からあった。可哀想なのは彼は自分で批判する声にたまらなくなって辞めてしまった」と返答した[7]。

## 事件の影響
本事件や少年ライフル魔事件、寸又峡事件をきっかけに本事件の翌年（1971年）には銃刀法が改正され、「散弾銃を10年以上所持しないと、ライフル銃の所持は認められない」という方針が決定した。
本事件で警察側が殺人罪や特別公務員暴行凌虐罪で告訴されたことが、その後の人質事件において日本警察が「犯人狙撃・射殺」や「ライフルの使用」という対処法に対して慎重になっている原因としてマスコミが取り上げることがある。
1972年のあさま山荘事件の際に警察は、殉職者を出しながらも犯人を射殺せず全員逮捕した。本事件の二の舞（犯人を射殺した警官が「殺人罪で告発され、マスコミに報道で実名・顔写真を晒される事態」）への懸念もあるが、「『射殺すると殉教者になり今後も尾をひくから、犯人は全員生け捕りにせよ。』という後藤田正晴（当時の警察庁長官）の考えから、機動隊は犯人の逮捕を前提に対処した」と「連合赤軍『あさま山荘』事件」（文藝春秋発行、著者佐々淳行）に記されている。
1979年の三菱銀行人質事件の際は、銀行内に突入した特殊部隊数人の拳銃による犯人への一斉射撃で解決となった。これは本事件を引き合いに「射殺した警官の特定を防ぐ目的」もある一方で、当時事件解決に従事した元特殊部隊隊員が「『（犯人とはいえ）殺人から生じる苦痛による責任感や罪悪感を緩和させる目的』等から一斉射撃で『誰の弾が致命傷に至らせたのか』を解らなくする手段として決行した」と告白している。
そして、1990年代以降の犯罪の凶悪化により警察官の受傷・殉職事案が増加したことに伴い、2001年に「警察官等けん銃使用及び取り扱い規範」が改定され、拳銃使用要件が明確化された。これにより警察官の拳銃使用件数は、改定前に比べ増加した。

## 備考
- 共犯Bは川藤展久と2人で逃亡中に、川藤展久から「みんなで銃を持って、宝石店や大きな商店などを狙おう。警察が来ればあくまで撃ち合いだ。警察には絶対捕まらない。警察官が1人でくれば逆に拳銃を奪ってやる。」と聞かされていた。
- 松田優作が1978年に発表したアルバム『Uターン』の中に、この事件を題材にした曲がある。
- ぷりんす号は、のちにフィリピンの企業に売却され、観光船として使用されていることがテレビ番組による事件の追跡取材で判明した。

## 事件の映像化

### 映画
- 冒険者たち（1975年）
- 凶弾（1982年）

### テレビ番組
- 奇跡体験!アンビリバボー[4]（2015年1月8日） - 主犯は仮名で顔はぼかされたが射撃の瞬間の映像はそのまま放送。
- 池上彰のニュースそうだったのか!!（2016年1月） - 主犯の顔はぼかされたり、射撃された瞬間の映像を流さないで放送。
- トリハダ（秘）スクープ映像100科ジテン（2016年9月21日） - 主犯は実名で顔はぼかし無しだが、射撃された瞬間の映像は流さないで放送。

## 関連書籍
- 福田洋『凶弾－瀬戸内シージャック事件』

ドキュメンタリー小説にもかかわらず、第24回江戸川乱歩賞の候補作品（当時の題は『狙撃』）として最終選考まで残り、審査員たちから出来は認められたものの「江戸川乱歩賞の対象として適当か？（これはミステリーなのか？）」という指摘で落選したという経緯を持つ。